# 山の上の二人の女性
『山の上の二人の女性』（やまのうえのふたりのじょせい、ドイツ語: Zwei Frauen am Berg）はフランツ・マルクによる1906年の油彩画である。英語名から『丘の上の二人の女性』（おかのうえのふたりのじょせい、英語: Two Women on the Hillside）などとも訳される。バイエルン州立絵画コレクションの一部であるが、コッヘル・アム・ゼーのフランツ・マルク美術館に永久貸与とされている。

## 経緯
マルクは画家仲間のマリー・シュニュールとマリー・フランク（後のマリア・マルク）に1905年に出会う。後に二人ともマルクと結婚している。マルクは1906年の夏にコッヘルに過ごし、二人をアルプスの田園にて野外で描いた。まずはとりあえず小さな油彩スケッチを制作し、そこから後で大作の油絵を描いた。マルクは1906年8月1日にマリー・フランクに宛てて、「君たち二人の絵ならとっくに出来上がっているよ」と書き送っている。後にマルクは後者を切断した。その断片がムルナウ城美術館所蔵の『マリア・マルクの肖像』である。
1985年にバイエルン州立美術コレクションは、マリア・マルクの遺産から『山の上の二人の女性』を購入した。この絵は永久貸与としてコッヘル・アム・ゼーのフランツ・マルク美術館に飾られている。

## 解説
本作は高さ15.5センチメートル、幅24.7センチメートルの大きさである。油絵具でカンバスに描かれており、厚紙の上に乗せられている。
絵は、山上の牧場にいる二人の女性を表している。手前に座り、白いドレスに青いジャケットを着て後ろを振り向いているのがマリー・シュニュールである。シュニュールの視線の先には、マリー・フランクが草むらに寝転んでおり、帽子をかぶってやはり白いドレスを着ている。フランクは日よけのために片手で顔を覆っているが、草むらに自分の手前に本を置いて読んでいるように見える。背景にはバイエルンのプレアルプスの山々が見える。
明るい色彩が激しい筆触で扱われている。マルクは実物そっくりの写生をする代わりに、場の雰囲気をとらえている。作品は印象派とポスト印象派の双方に影響された画風を示している。